# Coen Dillen
Coenraad Henrik „Coen” Dillen (5 października 1926 – 24 lipca 1990) – holenderski piłkarz oraz trener piłkarski.
Wychowanek Brabantii, który grał również w PSV Eindhoven oraz Helmond Sport. W latach 1954–1957 grał w reprezentacji Holandii, w której wystąpił pięć razy i strzelił cztery bramki.
W pierwszym sezonie w Eredivisie, w 1956/57, Dillen strzelił 43 bramki dla PSV i ustanowił rekord w ilości bramek strzelonych w jednym sezonie. Rekord wciąż nie został pobity przez żadnego gracza. Najlepszą serię miał pomiędzy 27 stycznia a 31 marca 1957, kiedy to w 9 spotkaniach zdobył 20 bramek.
W sezonie 1950/51 zdobył mistrzostwo Holandii razem z drużyną PSV, a w sezonie 1956/57 grając w tej samej drużynie zdobył indywidualną nagrodę dla króla strzelców.
Po zakończeniu kariery piłkarskiej przez dwa lata był trenerem RKSV Nuenen.